# Коагулянт (зупинний пункт)
Коагуля́нт — 
пасажирський залізничний зупинний пункт Запорізької дирекції Придніпровської залізниці на неелектрифікованій лінії Запоріжжя II — Пологи між станціями Челюскін (3 км) та Пологи (7 км). Розташований у західній частині міста Пологи Запорізької області.

## Пасажирське сполучення
До російського вторгнення в Україну (з 2022) на Платформі Коагулянт щоденно зупинялися дві пари приміських поїздів  сполученням Запоріжжя — Пологи.